# CoviVac
CoviVac（ロシア語: КовиВак）は、ロシアの科学アカデミー付属チュマコフ記念連邦免疫生物学的製剤研究開発センター (Chumakov Centre) で開発されたCOVID-19ワクチンである。

## 概要
CoviVacは、不活化ワクチンで2021年2月20日にロシアで登録された。

## 開発
2021年6月時点では第3相臨床試験である。

## 承認
2021年2月20日にロシアで登録され、ロシア国内で承認を得た3番目のCOVID-19ワクチンとなった。